# Divisio Regnorum
Divisio Regnorum fou un document que plasmà la partició de l'Imperi Carolingi el 806, primera d'una sèrie de divisions territorials que durant el segle ix van afectar els dominis de la dinastia carolíngia. La del 806 fou en certa manera una divisió sobre el paper establerta per Carlemany per evitar conflictes successoris a la seva mort i mai es va fer efectiva.
A finals del 805 Carlemany va cridar als seus fills Carles, Lluís i Pipí a Thionville i al començament del 806 va celebrar una assemblea general per regular la partició de l'imperi. L'acta, redactada sota les seves ordres, fou subscrita per tots els participants.
En aquest document Carlemany deixava al seu fill gran, Carles, els regnes de Nèustria, Austràsia i part (el nord) de Borgonya i de Germània. Pipí era confirmat en el regne d'Itàlia amb la part sud de Germània. I Lluís el Pietós rebria Aquitània (de la que ja era rei) i el sud de Borgonya des de Nevers i Châlons-sur-Saône, amb la Provença fins a la Mediterrània. El límit oriental i septentrional dels dominis de Lluís seria el riu Loira i cap al sud d'aquest una línia entre Nevers i la serralada del Jura, els Alps i la Mediterrània; pel sud el límit seria el riu Ebre i per l'oest l'oceà; això incloïa tota l'Aquitània (excepte la part de la Turena situada a l'altre costat del Loire), Gascunya, Septimània i Gòtia.
S'ordenava també que si un fill moria sense descendents els dos sobrevivents repartirien el territori del difunt (en cas de morir Lluís el territori de Septimània i Gòtia i el sud de Borgonya i Provença passaria a Carles i la resta d'Aquitània i Gascunya passaria a Pipí). Però si un dels tres moria deixant un fill que fos reconegut rei per la noblesa, els altres dos (els seus oncles) el deixarien gaudir pacíficament del seu regne.
Carlemany es reservà de per vida l'autoritat suprema i el dret a canviar aquest repartiment més endavant. Després de l'assemblea els prínceps van retornar als seus territoris i Carlemany es va dirigir a Nimega on va passar la Pasqua.